# Ithkuil
Ithkuil (ithkuil: Iţkuîl /ɪθˈkuːˌil/) i njegova verzija Ilaksh su umjetni jezici koje je stvorio američki jezikoslovac John Quijada. 
Jezik je zamišljen kao sredstvo koje prikazuje ljudske spoznaje jasno, ali i kratko. Nekoliko primjera pokazuju da bi se rečenica u prirodnom jeziku trebala puno duže izgovarati nego na ithkuilu. Niti jedna osoba ne govori ithkuil, čak niti autor. 

## Vanjske poveznice
- Autorova stranica o gramatici ithkuila  Arhivirana inačica izvorne stranice od 20. srpnja 2008. (Wayback Machine)
- Autorova stranica o gramatici ilaksha  Arhivirana inačica izvorne stranice od 28. kolovoza 2008. (Wayback Machine)